# Parafia Matki Boskiej Częstochowskiej w Sowicach
Parafia Matki Boskiej Częstochowskiej w Tarnowskich Górach-Sowicach – należy do diecezji gliwickiej (dekanat Żyglin).

## Ulice należące do parafii
- 22 Stycznia, Czarnohucka, Grodzka, Grzybowa, Kolejowa, Mazowiecka, Poziomkowa, Reja, ks. Rudola, Skórki, Słowackiego, Wyzwolenia, Zakątek, Zawiśloka